# 西川光二郎
西川 光二郎（にしかわ こうじろう/みつじろう、1876年（明治9年）4月29日 - 1940年（昭和15年）10月22日）は、日本の社会主義者。号は白熊。妻の西川文子は婦人運動家。

## 経歴・人物

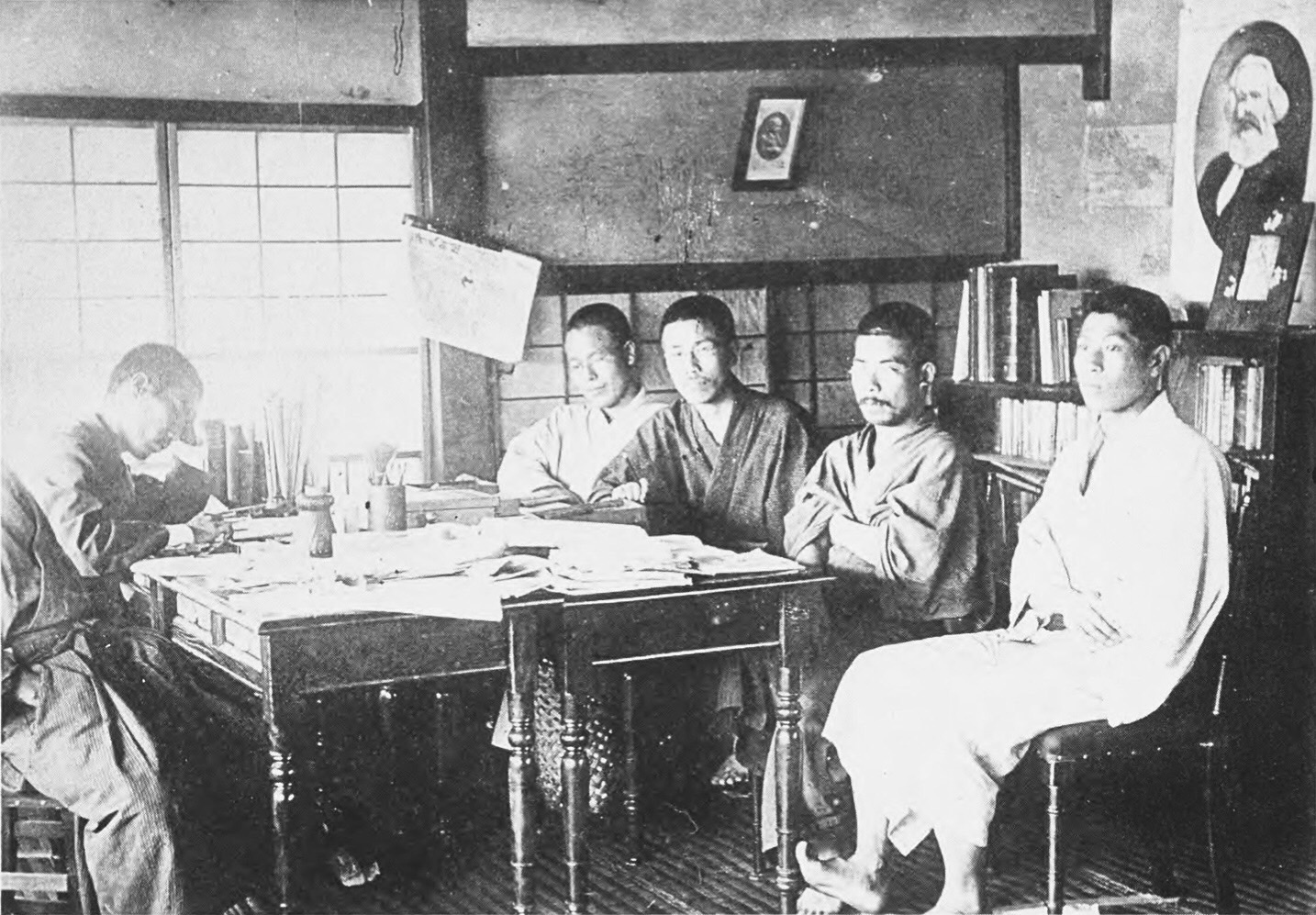
平民社の編集室。左から神崎順一、幸徳秋水、堺利彦、石川三四郎、西川光二郎、柿内武次郎。

兵庫県津名郡佐野村（現在の淡路市津名町）の生まれ。札幌農学校に入学し新渡戸稲造の教え子となる。後に上京し東京専門学校（現在の早稲田大学）に転校し、1896年から1899年まで社会学を学ぶ。
その後、1901年（明治34年）に社会民主党の創設者となり、1903年（明治36年）に平民社、1906年（明治39年）に日本平民党（後の日本社会党）の創設にも携わった。また、同時期に足尾銅山事件や東京市内電車値上げ反対運動に関与したため、大杉栄と共に投獄刑を受けるといった不運があった。
しかし、入獄中にも精神修養家として同じく社会民主党の創設者であった幸徳秋水が提唱した直接行動論を批判する等、同時期に活躍した田添鉄二と共に明治期における代表的な社会主義者となった。
没後、妻と共に多磨霊園に葬られた。

## 著作

### 新聞・雑誌
- 『平民新聞』- 1901年（明治34年）に刊行。
- 『社会主義』- 1903年（明治36年）に『労働世界』を改題して労働新聞社から刊行。主筆は片山潜。
- 『光』‐ 1905年（明治38年）（1906年（明治39年とも））に刊行。山口孤剣との共著。
- 『東京社会新聞』- 1908年（明治41年）に刊行。

### 著書
- 『日本の労働運動』- 1901年（明治34年）に労働新聞社から刊行。片山潜との共著。
- 『心懐語』